# Waalse Pijl 2024
De Belgische wielerwedstrijd de Waalse Pijl werd in 2024 verreden op 17 april. Er vond zowel een editie bij de mannen als bij de vrouwen plaats.

## Mannen
Bij de mannen werd de 88e editie verreden van deze Belgische klassieker. Titelverdediger Tadej Pogačar nam deze editie niet deel. Na een wedstrijd van 198 kilometer was het Stephen Williams die deze editie aan het langste eind trok. Williams werd op het podium gevolgd door Kévin Vauquelin en Maxim Van Gils.
Vanwege de zeer slechte weersomstandigheden tijdens deze koers zijn er maar 44 van de 165 renners gefinisht. Deze barre weersomstandigheden zorgden bij meerdere renners voor problemen die ertoe leidde dat ze moesten afstappen. Zo ook bij Mattias Skjelmose die hevig onderkoeld raakte.
Er eindigden twee Belgen in de top tien: Maxim Van Gils en Tiesj Benoot werden respectievelijk 3e en 9e. De beste Nederlanders van deze editie waren Tim van Dijke en Enzo Leijnse die respectievelijk 20e en 21e werden.
De wedstrijd was onderdeel van de UCI World Tour 2024.

### Uitslag
| Plaats  | Naam                       | Ploeg                           | tijd     |
| ------- | -------------------------- | ------------------------------- | -------- |
| Winnaar | Stephen Williams           | Israel-Premier Tech             | 4u40'24" |
| 2       | Kévin Vauquelin            | Arkéa-B&B Hotels                | z.t.     |
| 3       | Maxim Van Gils             | Lotto Dstny                     | + 3"     |
| 4       | Benoît Cosnefroy           | Decathlon AG2R La Mondiale Team | z.t.     |
| 5       | Santiago Buitrago          | Bahrain-Victorious              | z.t.     |
| 6       | Tobias Halland Johannessen | Uno-X Mobility                  | + 10"    |
| 7       | Romain Grégoire            | Groupama-FDJ                    | z.t.     |
| 8       | Dorian Godon               | Decathlon AG2R La Mondiale Team | z.t.     |
| 9       | Tiesj Benoot               | Team Visma-Lease a Bike         | z.t.     |
| 10      | Guillaume Martin           | Cofidis                         | z.t.     |
|         |                            |                                 |          |
| 20      | Tim van Dijke              | Team Visma-Lease a Bike         | + 32"    |

## Vrouwen
Bij de vrouwen werd de 27e editie verreden van deze wedstrijd. Titelverdedigster Demi Vollering nam deze editie eveneens deel. De Poolse Katarzyna Niewiadoma werd haar opvolgster na een wedstrijd van bijna vier uur. De Nederlandse Vollering eindigde in deze editie op de tweede trede van het podium. De Italiaanse Elisa Longo Borghini sloot het podium af. De beste Belgische rensters waren Lotte Kopecky en Justine Ghekiere op respectievelijk een 15e en 26e plaats.
De wedstrijd was onderdeel van de UCI Women's World Tour 2024.

### Uitslag
| Plaats  | Naam                 | Ploeg                           | tijd     |
| ------- | -------------------- | ------------------------------- | -------- |
| Winnaar | Katarzyna Niewiadoma | Canyon//SRAM Racing             | 3u55'29" |
| 2       | Demi Vollering       | Team SD Worx-Protime            | + 2"     |
| 3       | Elisa Longo Borghini | Lidl-Trek                       | + 4"     |
| 4       | Évita Muzic          | FDJ-Suez                        | + 7"     |
| 5       | Ashleigh Moolman     | AG Insurance-Soudal             | + 11"    |
| 6       | Pauliena Rooijakkers | Fenix-Deceuninck                | + 15"    |
| 7       | Juliette Labous      | Team dsm-firmenich PostNL       | +19"     |
| 8       | Fem van Empel        | Team Visma-Lease a Bike         | + 24"    |
| 9       | Marta Cavalli        | FDJ-Suez                        | + 27"    |
| 10      | Ane Santesteban      | Laboral Kutxa-Fundación Euskadi | z.t.     |
|         |                      |                                 |          |
| 15      | Lotte Kopecky        | Team SD Worx-Protime            | + 35"    |

1936 · 1937 · 1938 · 1939 · 1940 · 1941 · 1942 · 1943 · 1944 · 1945 · 1946 · 1947 · 1948 · 1949 · 1950 · 1951 · 1952 · 1953 · 1954 · 1955 · 1956 · 1957 · 1958 · 1959 · 1960 · 1961 · 1962 · 1963 · 1964 · 1965 · 1966 · 1967 · 1968 · 1969 · 1970 · 1971 · 1972 · 1973 · 1974 · 1975 · 1976 · 1977 · 1978 · 1979 · 1980 · 1981 · 1982 · 1983 · 1984 · 1985 · 1986 · 1987 · 1988 · 1989 · 1990 · 1991 · 1992 · 1993 · 1994 · 1995 · 1996 · 1997 · 1998 · 1999 · 2000 · 2001 · 2002 · 2003 · 2004 · 2005 · 2006 · 2007 · 2008 · 2009 · 2010 · 2011 · 2012 · 2013 · 2014 · 2015 · 2016 · 2017 · 2018 · 2019 · 2020 · 2021 · 2022 · 2023 · 2024
Lijst van beklimmingen
Tour Down Under ·
Great Ocean Road Race ·
Ronde van de Verenigde Arabische Emiraten ·
Omloop Het Nieuwsblad ·
Strade Bianche ·
Parijs-Nice · 
Tirreno-Adriatico · 
Milaan-San Remo ·
Ronde van Catalonië ·
Classic Brugge-De Panne ·
E3 Saxo Classic ·
Gent-Wevelgem ·
Dwars door Vlaanderen ·
Ronde van Vlaanderen ·
Ronde van het Baskenland ·
Parijs-Roubaix ·
Amstel Gold Race ·
Waalse Pijl ·
Luik-Bastenaken-Luik ·
Ronde van Romandië ·
Eschborn-Frankfurt ·
Ronde van Italië ·
Critérium du Dauphiné ·
Ronde van Zwitserland ·
Ronde van Frankrijk ·
Clásica San Sebastián ·
Ronde van Polen ·
Bretagne Classic ·
BEMER Cyclassics ·
Renewi Tour ·
Ronde van Spanje ·
GP van Quebec ·
GP van Montreal ·
Ronde van Lombardije ·
Ronde van Guangxi
Tour Down Under ·
Cadel Evans Great Ocean Road Race ·
Ronde van de Verenigde Arabische Emiraten ·
Omloop Het Nieuwsblad ·
Strade Bianche ·
Ronde van Drenthe ·
Trofeo Alfredo Binda-Comune di Cittiglio ·
Brugge-De Panne ·
Gent-Wevelgem ·
Ronde van Vlaanderen ·
Parijs-Roubaix ·
Amstel Gold Race ·
Waalse Pijl ·
Luik-Bastenaken-Luik ·
Ronde van Spanje ·
Ronde van het Baskenland ·
Ronde van Burgos ·
RideLondon Classic ·
Ronde van Groot-Brittannië ·
Ronde van Zwitserland ·
Ronde van Italië ·
Ronde van Frankrijk ·
GP de Plouay-Bretagne ·
Ronde van Romandië ·
Simac Ladies Tour ·
Ronde van Chongming ·
Ronde van Guangxi
Afgelaste wedstrijden: Ronde van Scandinavië